# Michael Newman
Pour les articles homonymes, voir Newman.
Michael Newman né le 21 août 1956 et mort le 20 octobre 2024, est un maître-nageur sauveteur, pompier et acteur américain connu pour son rôle de Michael « Newmie » Newman dans Alerte à Malibu.

## Biographie
Michael Newman, né le 26 avril 1957 est l'unique sauveteur professionnel à avoir joué dans la célèbre série américaine Alerte à Malibu. Depuis l’âge de 10 ans, il exerce ce métier, qu'il a continué de pratiquer même pendant le tournage de la série.
En plus de son rôle dans Alerte à Malibu, Michael Newman a aussi participé à plusieurs séries dérivées et a joué dans le film Enemy Action, sorti en 1999, aux côtés de C. Thomas Howell et Louis Mandylor.
En 2006, il apprend qu'il est atteint de la maladie de Parkinson, et meurt finalement le 20 octobre 2024 d'une insuffisance cardiaque, à l’âge de 67 ans.